# Журавлёвка (Жмеринский район)
Журавлёвка (укр. Журавлівка) — село на Украине, находится в Жмеринском районе Винницкой области. До 7 июня 1946 года — Чемерисы-Волосские.
Код КОАТУУ — 0520281603. Население по данным 2023 года составляет 851 человек. Почтовый индекс — 23025. Телефонный код — 4341. Занимает площадь 2,34 км².
В селе действует храм Архистратига Божьего Михаила Барского благочиния Винницкой и Барской епархии Украинской православной церкви.

## История
В 1946 году указом ПВС УССР село Чемерисы-Волошские переименовано в Журавлёвку
До 17 июля 2020 года находилось в Барском районе Винницкой области.